# DN21A
DN21A este un drum național care face legătura între Bărăganu și Țăndărei.